# 章瑞虹
章瑞虹（1963年11月16日—），浙江绍兴人，越剧女演员，擅长小生，为国家一级演员。1979年，进入临海越剧团学习越剧。1984年，进入上海市戏曲学校越剧班学习。1987年，进入上海越剧院。章瑞虹师承范瑞娟，唱腔优美。代表作有《梁山伯与祝英台 (越剧)|梁山伯与祝英台》、《李娃传》、《孔雀东南飞》、《紫玉钗》、《桃李梅》、《打金枝》、《孟丽君》、《梅龙镇》、《青衫·红袍》等。1989年获第十九届中国戏剧梅花奖。

## 外部連結
- 章瑞虹超话—新浪微博超话社区  （页面存档备份，存于）